# Rudolf Hunziker
Rudolf Hunziker (geboren am 5. Februar 1870 in Unterstrass bei Zürich; gestorben am 27. Mai 1946 in Zürich) war ein Schweizer Literatur- und Musikwissenschaftler.

## Leben und Wirken
Rudolf Hunziker war der Sohn des Pädagogen und Pfarrers Karl Otto Hunziker. Sein jüngerer Bruder war der Lebensmittelwissenschaftler Otto Frederick Hunziker (1873–1959). Nach dem Besuch des Gymnasiums in Zürich studierte er ab 1892 an der Universität Zürich, wo er 1894 das Diplom für das höhere Lehramt in klassischer Philologie und Geschichte erwarb. Danach studierte er drei Semester Musik in Berlin. 
Von 1897 bis 1935 unterrichtete er als Professor für Latein, Deutsch und Geschichte am Städtischen Gymnasium Winterthur (ab 1919 Kantonsschule Winterthur). Seit 1904 gehörte er dem Musikkollegium Winterthur an und war 1917 Mitbegründer und dann Direktor und Herausgeber der Jahrbücher der Literarischen Vereinigung Winterthur.
Er veröffentlichte zahlreiche literatur- und musikhistorische Arbeiten. Sein Hauptwerk war die Herausgabe der historisch-kritischen Ausgabe der Werke von Jeremias Gotthelf in Zusammenarbeit mit Hans Bloesch, die ab 1911 in 24 Bänden erschien.
Sein umfangreicher Nachlass wird in der Sammlung Winterthur der Winterthurer Bibliotheken aufbewahrt.

## Ehrungen
- 1936: Ehrenbürger von Winterthur
- 1937: Ehrendoktor der Universität Lausanne